# Blaue-Lagune-Nationalpark
Der Blaue-Lagune-Nationalpark liegt in den Kafue-Auen 120 Kilometer westlich von Lusaka in Sambia.

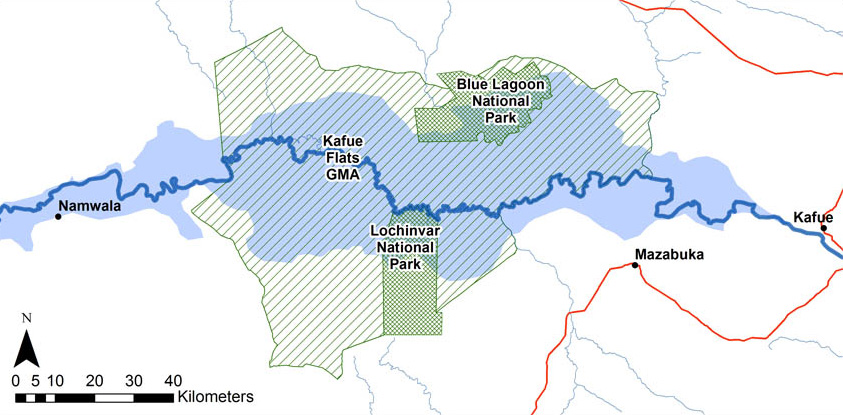
Geschützte Gebiete in den Kafue-Auen

Er weist in seinem flachen Terrain große Herden von Letschwe-Antilopen und eine sehr große Zahl von Vogelarten auf (über 450 wurden gezählt). Der Nationalpark umfasst 50.000 Hektar.
Der Park war einst militärisches Sperrgebiet. 1960 kaufte der World Wildlife Fund das Gebiet und gründete zwei Nationalparks auf beiden Seiten der Aue. Er verfolgte dabei zunächst tierschutzpolitische Ziele.
Der Nationalpark wurde 1973 eingerichtet. Neben verschiedenen Schutzhütten existiert seit 2007 auch eine Lodge.
Auf der gegenüberliegenden Seite des Flusses Kafue liegt der Lochinvar-Nationalpark. Beide Parks bilden zusammen eine Einheit, die „Kafue-Flats“ (etwa: ‚Kafue-Auen‘) genannt wird. Flussaufwärts liegt der Itezhitezhi-See mit dem Kafue-Nationalpark. Der Stausee dient auch dem Zweck, den Wasserspiegel in den Kafue-Auen konstant zu halten und diese regelmäßig zu fluten.
Der Nationalpark ist Teil des 1991 ausgewiesenen Ramsar-Gebiets Kafue Flats, das auch den südlich gelegenen Lochinvar-Nationalpark umfasst sowie der Kafue Flats Important Bird Area.